# Кім Мі Джун
Кім Мі Джун (кор. 김 미정; нар. 29 березня 1971) — південнокорейська дзюдоїстка, олімпійська чемпіонка 1992 року, чемпіонка світу.

## Виступи на Олімпіадах
| Олімпіада      | Дисципліна | Місце |
| -------------- | ---------- | ----- |
| Барселона 1992 | до 72 кг   | 1     |